# Lãnh thổ phụ thuộc Quần đảo Falkland
Các lãnh thổ phụ thuộc Quần đảo Falkland (tiếng Anh: Falkland Islands Dependencies) là một vùng lãnh thổ phụ thuộc được sắp xếp theo thỏa thuận từ năm 1843 cho đến năm 1985 để quản lý các lãnh thổ khác nhau của Anh ở Cận Nam Cực và Nam Cực được quản lý từ quần đảo Falkland và thủ phủ của nó là Port Stanley.

## Các lãnh thổ
Sau đây là các lãnh thổ của Anh tạo nên các Lãnh thổ phụ thuộc Quần đảo Falkland trong giai đoạn từ 1917 đến 1962.
- Nam Georgia
- Quần đảo Nam Sandwich
- Quần đảo Nam Orkney
- Quần đảo Nam Shetland
- Graham Land
- Bán đảo Nam Cực

Năm 1962, Lãnh thổ Nam Cực thuộc Anh được thành lập theo Hệ thống Hiệp ước châu Nam Cực. Nó ảnh hưởng đến việc tuyên bố chủ quyền độc lập tại các lãnh thổ ở phía nam vĩ độ 60° Nam, ngoại Nam Georgia và Quần đảo Nam Sandwich vẫn là các Lãnh thổ phụ thuộc Quần đảo Falkland từ năm 1962 đến 1985.

## Lịch sử
Các thỏa thuận lần đầu tiên được ban hành theo quyết định (Letters patent) của Anh năm 1843, và sau đó được sửa đổi vào các năm 1876, 1892, 1908, 1917 và 1962. Vì lý do thuận tiện, trên thực tế, các Lãnh thổ phụ thuộc được quản lý bởi Anh thông qua Chính phủ Quần đảo Falkland. Tuy nhiên, chúng tạo thành một thực thể tách biệt với Quần đảo Falkland về mặt chính trị hoặc tài chính.
Các lãnh thổ cấu thành các Lãnh thổ phụ thuộc của Quần đảo Falkland vào năm 1908 được liệt kê trong quyết định của Anh là "các nhóm đảo gồm Nam Georgia, Nam Orkney, Nam Shetland và Quần đảo Sandwich, và lãnh thổ gồm Graham Land, nằm ở Nam Đại Tây Dương, về phía nam của vĩ tuyến 50 vĩ độ nam và nằm giữa 20 và 80 độ kinh độ tây". Năm 1917, quyết định đã được sửa đổi, áp dụng "nguyên tắc ngành" được sử dụng ở Bắc Cực. Phạm vi mới của Lãnh thổ phụ thuộc được mở rộng để bao gồm "tất cả các đảo và lãnh thổ nằm giữa vĩ độ 20 của kinh độ tây và 50 độ kinh độ tây về phía nam của vĩ tuyến 50 vĩ độ nam; và tất cả các hòn đảo và vùng lãnh thổ nằm giữa vĩ độ 50 của kinh độ tây và 80 độ kinh độ tây nằm ở phía nam của vĩ tuyến 58 của vĩ độ nam", từ đó mở rộng đến Nam Cực.
Với việc Vương quốc Anh gia nhập Cộng đồng châu Âu vào năm 1973, các Lãnh thổ phụ thuộc của Quần đảo Falkland trở thành một trong các lãnh thổ đặc biệt của EU theo Hiệp ước Roma, và được tất cả các hiệp ước EU sau đó tiếp tục duy trì. Tình trạng liên kết đó hiện bao gồm các lãnh thổ kế tục của Lãnh thổ phụ thuộc: Nam Georgia và Quần đảo Nam Sandwich và Lãnh thổ Nam Cực thuộc Anh.
Chế độ pháp lý quốc tế mới được đưa ra cho lãnh thổ Nam Cực ở phía nam của vĩ độ 60° nam theo Hệ thống Hiệp ước châu Nam Cực năm 1961 đã khiến Anh tách phần lãnh thổ trong Hiệp ước ra khỏi Lãnh thổ phụ thuộc. Điều đó đã được thực hiện theo Lệnh của Hội đồng năm 1962 về thành lập Lãnh thổ Nam Cực thuộc Anh, chỉ để lại trong các Lãnh thổ phụ thuộc các nhóm đảo Nam Georgia và Quần đảo Nam Sandwich, bao gồm Đá Shag và Đá Clerke.

### Giải thể
Năm 1985, các Lãnh thổ phụ thuộc trở thành các Lãnh thổ hải ngoại riêng biệt của Anh gồm Lãnh thổ Nam Cực thuộc Anh, Quần đảo Falkland, Nam Georgia và Quần đảo Nam Sandwich.